# Cozma
Cozma (in ungherese Kozmatelke) è un comune della Romania di 595 abitanti, ubicato nel distretto di Mureș, nella regione storica della Transilvania. 
Il comune è formato dall'unione di 5 villaggi: Cozma, Fânațele Socolului, Socolu de Câmpie, Valea Sasului, Valea Ungurului.